# Blödite
La blödite è un minerale appartenente al gruppo omonimo.